# Егон Максимилиан фон Турн и Таксис
Егон Максимилиан Ламорал фон Турн и Таксис (на немски: Egon Maximilian Lamoral Prinz von Thurn und Taxis; * 17 ноември 1832, Регенсбург; † 8 февруари 1892, Виена) е принц на Турн и Таксис и полковник-лейтенант в австрийската войска.

## Биография
Той е третият син на княз Максимилиан Карл фон Турн и Таксис (1802 – 1870) и първата му съпруга имперската фрайин Вилхелмина фон Дьорнберг, наричана Мими (1803 – 1835), дъщеря на фрайхер Хайнрих Ернст Фридрих Конрад фон Дьорнберг (1769 – 1828) и фрайин Вилхелмина София фон Глаубург (1775 – 1835). Баща му се жени втори път 1839 г. за принцеса Матилда София фон Йотинген-Йотинген и Йотинген-Шпилберг (1816 – 1886).
Принц Егон живее в Бохемия и в унгарския дворец Бéрбалтавáр. Той е спортист и член на двора във Виена.
Умира на 59 години на 8 февруари 1892 г. във Виена.

## Фамилия
Егон фон Турн и Таксис се жени на 11 ноември 1871 г. в Ечка (днес в Сърбия, Войводина) за Виктория Еделспахер де Гйорйок (* 11 май 1841; † 17 август 1895, Балтавар), вдовица на Сигизмунд Лáзáр де Ецска, дъщеря на Емерих Еделшпахер де Гйорок от Унгария. Те имат три деца:
- Максимилиан Виктор Егон Мария Ламорал (* 15 юни 1872, Ечка; † 5 януари 1920, Виена), принц; неженен
- Матилда (* 21 февруари 1874, Ечка; † 7 май 1912, Виена); неомъжена
- Виктор Теодор Максимилиан Егон Мария Ламорал (* 18 януари 1876, Ечка; † 28 януари 1928, Виена), женен на 1 ноември 1911 г. в Унионтаун, Пенсилвания, за Лида Елеанор Николс; няма деца